# Wedge Tomb von Kilbarron

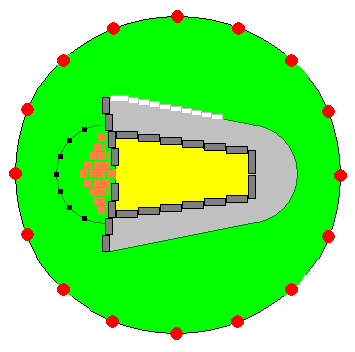
Prinzipskizze Wedge Tomb am Beispiel von Island

Das gut erhaltene Wedge Tomb von Kilbarron (Dg. 66) liegt etwa 400 Meter südwestlich der Ruine der Kilbarron church, 250 Meter etwa 4,0 km nordwestlich von Ballyshannon, westlich der Straße R 231 zwischen Corker und Creevy im Townland Kilbarron im Süden des County Donegal in Irland. Wedge Tombs (deutsch „Keilgräber“), früher auch „wedge-shaped gallery grave“ genannt, sind ganglose, mehrheitlich ungegliederte Megalithbauten der späten Jungsteinzeit und der frühen Bronzezeit. 
Die West-Ost orientierte Struktur ist etwa 8,0 m lang und variiert in der Breite von etwa 4,7 m am Westende auf 1,7 m im Osten. Das Wedge Tomb hat eine etwa 2,0 m lange und 1,3 m breite Vorkammer die durch eine Seitenplatte von der etwa 4,0 m langen, an der Vorderseite 1,2 m breiten, Hauptkammer getrennt wird. Sie verengt sich an der Rückseite auf weniger als 1,0 m Breite. Kragsteine auf den Seitensteinen stützen zwei überlappende Deckenplatten. Es gibt eine dritte versetzte Deckenplatte. Die Außenwand der Nordseite besteht aus sieben Steinen, die in der Höhe von etwa 1,7 m an der West- auf etwa 50 cm an der Ostseite abnehmen. Die südliche Außenwand ist unvollständig.
In der Nähe liegen die überwachsenen Überreste eines Cashels und die Ruinen der Kilbarron Kirche. Eine Anzahl Raths liegt in der Gegend.